# 日枝神社 (川越市上戸)
日枝神社（ひえじんじゃ）は、埼玉県川越市の神社。

## 歴史
『神社明細帳』によれば、平安時代前期の貞観年間（859年 - 877年）の創建としている。しかし当社は過去に「新日吉山王権現」と称していたこと、また当地が京都の新日吉社（現・新日吉神宮）の荘園「河肥庄」とされていたことから、実際は河肥庄が設置された1161年（永暦2年）以降に創建されたものと推測される。「大広院」が別当寺であった。大広院は明治初期の神仏分離により、廃寺に追い込まれ、大広院の僧侶は還俗して当社の神職となった。
1872年（明治5年）、近代社格制度に基づく「村社」に列せられ、1908年（明治41年）の神社合祀により周辺の10社（摂末社含む）が合祀された。

## 文化財
- 上戸日枝神社本殿（川越市指定有形文化財 平成21年1月28日指定）[2]
- 上戸日枝神社（川越市指定史跡 平成13年5月9日指定）[3]

## 交通アクセス
- 霞ヶ関駅より徒歩11分。